# Cineraria vallis-pacis
Cineraria vallis-pacis là một loài thực vật có hoa trong họ Cúc. Loài này được Dinter ex Merxm. mô tả khoa học đầu tiên năm 1960.